# Останній кіносеанс (фільм)
«Останній кіносеанс» (англ. The Last Picture Show) — американський кінофільм, знятий у 1971 році режисером Пітером Богдановичем за напівавтобіографічним однойменним романом Ларрі МакМертрі 1966 року. За жанром це розгорнутий кінороман — з безліччю персонажів і сюжетних ліній, але без наскрізного сюжету, в дусі американського роману про життя на Середньому Заході. Для свого часу фільм був відкриттям — головним чином, через свій щирий тон, своєрідну естетику (фільм чорно-білий, тоді майже всі були кольоровими), а також через музику, яка складається виключно з пісень-шлягерів 50-х років.

## Сюжет
Дія фільму відбувається у невеличкому містечку Анарене, у штаті Техас, США, що загубилося у сільській місцевості Середнього Заходу Америки. На початку 1950-х років двоє підлітків, Сонні Кроуфорд (Тімоті Боттомс) та Двейн Джексон (Джеф Бріджес), починають доросле життя: кіно, футбол, дівчата, тимчасова робота, нудьга. Події розгортаються на тлі популярної музики тих часів.
В Америці «Останній кіносеанс» зараховують до кінокласики. Фільм відзначений двома преміями «Оскар» та іншими нагородами.